# Bitva u Drače
Bitva u Drače byla námořní operací první světové války ve Středomoří. Válečné lodě Dohody se v ní střetly s plavidly rakousko-uherské K.u.k. Kriegsmarine. Střetnutí bylo výsledkem jednoho z mnoha výpadů rakousko-uherských lehkých sil a souviselo také s porážkou a evakuací srbské armády po vstupu Bulharska do války. Drač byl totiž jedním z přístavů, ve kterých evakuace probíhala.

## Srovnání sil
Rakousko-Uherské síly tvořily jen lehké jednotky, kterým velel námořní kapitán Heinrich Seitz. Vlajkovou lodí byl lehký křižník Helgoland, který doprovázely moderní torpédoborce SMS Csepel, SMS Lika, SMS Triglav, SMS Tátra a SMS Balaton.
Na straně Dohody se do boje zapojily britské lehké křižníky HMS Darmouth, HMS Weymouth, italské křižníky Quarto a Nino Bixio, italské torpédoborce Cesare Abba, Ippolito Nievo, Antonio Mosto a Rosolino Pilo, francouzské torpédoborce Casque, Renaudin, Commandant Bory, Bisson a Commandant Lucas.

## Útok na přístav
Letecký průzkum v Drači zpozoroval dva italské torpédoborce. Rakousko-uherské síly vypluly o půlnoci 28. prosince z Boky Kotorské s úkolem napadnout Drač a tyto lodě zničit. Po cestě zpozorovaly francouzskou ponorku Monge, kterou Helgoland taranoval a donutil k vynoření. Ponorku pak rozstřílel torpédoborec Balaton. Do zajetí padlo 26 mužů, kapitán ponorky zůstal na jejím můstku.
Ráno v půl osmé se rakousko-uherské lodě objevily před přístavem a čtyři z torpédoborců ho napadly. Našly a potopily jen jeden parník a dvě plachetnice. Helgoland se přitom neúspěšně pokoušel umlčet pobřežní baterie. Triglav a Lika při útoku najely do minového pole. Lika narazil na miny dvě – první mu zničila jeden lodní šroub a druhá vybuchla pod středobokem. Loď se rychle potopila. Triglav najel na jednu minu, která vybuchla pod kotelnou. Csepel se pokusil vzít ho do vleku, lano mu ale poškodilo lodní šroub a v 9:30 ho nahradil torpédoborec Tátra.
Lodě se pak pomalu vydaly na zpáteční cestu. Rakousko-uherské velení bylo se zpožděním informováno o nebezpečí, že bude svaz na zpáteční cestě napaden loďmi Dohody. Vstříc mu byly poslány obrněnec SMS Budapest, pancéřový křižník SMS Kaiser Karl VI. a lehký křižník SMS Novara. Ty však do boje přímo nezasáhly.

## Únik zpět na základnu

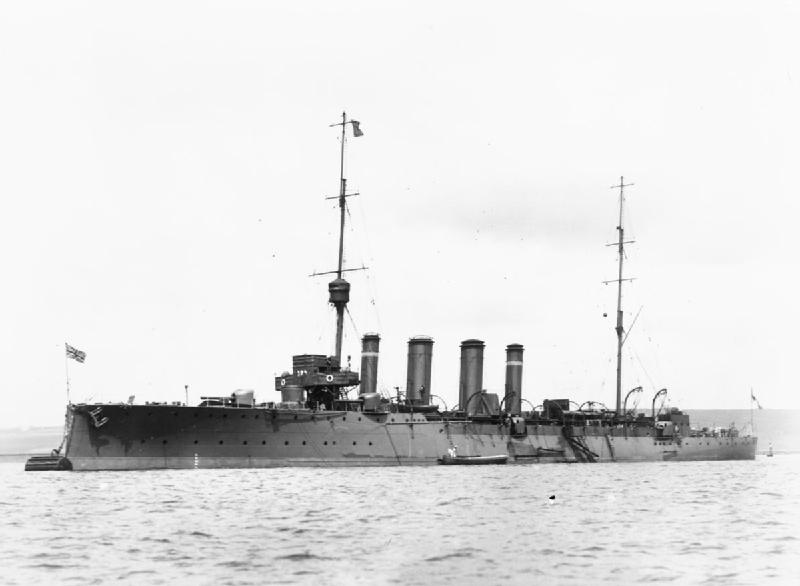
Darmouth

Shodou okolností byly v oblasti dohodové křižníky Darmouth a Quarto, které Rakušanům přehradily cestu. Z Brindisi byly poslány dva svazy torpédoborců a dva další křižníky. Když se na obzoru ve 13:15 objevil kouř, byl Triglav opuštěn, aby ostatní lodě nezdržoval. Na začátku bitvy ho potopily francouzské torpédoborce, které se již dalšího boje neúčastnily. Ani Csepel však nemohl pro poškozený šroub plout maximální rychlostí a jeho ústup kryly ostatní lodě.
Oba svazy na sebe začaly střílet (Rakušané měli podstatně slabší výzbroj) a rakousko-uherské lodě se přitom snažily uniknout směrem k italskému pobřeží. Boj probíhal na vzdálenost 8–10 000 metrů. Darmouth ostřeloval Helgoland a dvakrát ho zasáhl (ve 13:55 a 15:02), poškození ale nebylo vážné. Quarto dvě hodiny ostřeloval opožďující se Csepel, avšak bez zásahu. V 15:32 se k honičce připojily křižníky Nino Bixio, Weymouth a několik torpédoborců. Helgoland byl třikrát znovu zasažen, ale opět nebylo poškození velké. Rakušané přitom i nadále ustupovali k italskému pobřeží a teprve za soumraku postupně změnili kurz směrem ke svým základnám. Helgoland přitom docílil jednoho zásahu křižníku Nino Bixio. Teprve po šesté hodině se Rakušanům podařilo skrýt ve tmě a definitivně uniknout. Šibeniku bezpečně dosáhly ráno příštího dne.

## Závěr
Rakousko-uherské námořnictvo utrpělo při útoku na Drač citelnou ztrátu dvou moderních torpédoborců, díky výbornému manévrování námořního kapitána Seitze však ostatní lodě v boji s velkou přesilou unikly zničení.